# Kétao
 (janvier 2012).
Si vous disposez d'ouvrages ou d'articles de référence ou si vous connaissez des sites web de qualité traitant du thème abordé ici, merci de compléter l'article en donnant les références utiles à sa vérifiabilité et en les liant à la section « Notes et références ».
Kétao est une petite ville du Togo.

## Géographie
Kétao est situé à environ 19 km de Kara, dans la région de la Kara.

## Vie économique
La vie économique de Kétao tourne autour de son célèbre marché moderne, classé parmi les trois plus grands marchés du Togo.
Construites depuis 1963 grâce à l'appui de la coopération allemande, les infrastructures du marché de Kétao ont connu une lente et profonde dégradation.
Alarmées, les autorités gouvernementales ont entrepris des travaux de réhabilitation en novembre 2009. Aujourd'hui le grand hangar central a été élargi et rénové. À cela s'ajoutent trois nouveaux hangars rectangulaires, un bloc administratif, une infirmerie et un bureau de police. Une nouvelle clôture et une voie pavée transversale complète la liste des nouveaux travaux exécutés. Malgré tout, beaucoup reste à faire pour donner à ce marché son éclat et son audience d'antan. Les besoins en investissement pour une réhabilitation complète et définitive tourneraient autour de 2 milliards de francs CFA (3 millions d'euros environ).
L'importance économique du marché de Kétao tient avant tout à sa situation géographique de ville frontière et de carrefour de plusieurs autres agglomérations que sont Kara, Pagouda, Sirka et Kémérida-Kassoua.
Autres infrastructures économiques : hôtel Koumongou, bar Forever, hôtel La Confiance, magasins et boutiques Alidou, station service CAP

## les Autres personnalités les plus connus a Kétao
Kétao est la ville de naissance de l'artiste plasticien Sadikou Oukpedjo , 
• Imam Mouhammad Awale Garba ( le grand imam de ketao)
• El hadj Alidou Zamo
• Tchagaï mazamaesso (ex  grand footballer international)
• El hadj Mouftaou Badamassi ( Un grand commerçant au Nigéria)
• El-hadj Sheik Oussaine Ismail Alabi Alaoussa
```
• El Hadj Abdoul Fatahi lawani olowonyo ( le Chef de tous les yoruba dans la commune de de Binah 2)
```

## Lieux publics
- Écoles primaires  (Tokidè, Marché, Gendarmérie, école Nord, école Gendarmerie...etc)
- Dispensaire
- Grand marché de Kétao, travaux de reamenagement inachevés...
- Union Togolaise de Banques, Banque Populaire, FUCEC, la poste de ketao.
- Église catholique (grande) croix glorieuse, Église Assemblée de Dieu, grande mosquée de Kétao, la mosquée yoruba, la mosquée de Houssa zongo...etc.
- Lycée de Kétao (1998)
- CEG Kétao
- CEG Ewaïyo
- École Franco-Arabe ( centre Islamique) de Kétao
- Le service des SPT, le CMS, clinique privée Ste-Rita
- Place des Jeunes Gourmets, Bar Triangle...
- Maison des jeune de Kétao[1]